# 奈良国立大学機構
国立大学法人奈良国立大学機構（ならこくりつだいがくきこう、英語: Nara National Institute of Higher Education and Research）は、2022年（令和4年）4月1日に設置された日本の国立大学法人 。国立大学法人奈良教育大学と国立大学法人奈良女子大学を統合して設置されている。1法人が複数大学を運営する「アンブレラ方式」をとる。

## 概要
国立大学法人法の一部を改正する法律（令和3年法律第41号）により、「国立大学法人奈良女子大学」が「国立大学法人奈良国立大学機構」となり、「国立大学法人奈良教育大学」は解散。法人の本部は、奈良女子大学に置かれている。
2022年4月1日、本機構の初代理事長に榊裕之が就任。

## 沿革
| 年   | 事項 |
| ---- | --- |
| 2018 | 7月27日、国立大学法人奈良女子大学と国立大学法人奈良教育大学が、2022年度を目途に「一法人二大学」を目指す「連携協議に関する合意書」を締結する。                          |
| 2019 | 6月28日、国立大学法人奈良女子大学と国立大学法人奈良教育大学の間で「国立大学法人奈良設立に関する合意書」を締結。                                                        |
| 2021 | 新法人の設置根拠となる「国立大学法人法の一部を改正する法律案」が第204回国会で可決され、 5月21日に法律第41号として公布。施行は2022年4月1日。                            |
| 2021 | 改めて新法人の名前が決まり「国立大学法人 奈良国立大学機構」設立に係る記者発表を5月17日に奈良女子大学で行う。                                                           |
| 2021 | 10月2日、国立大学法人奈良国立大学機構の初代理事長候補者として、学校法人トヨタ学園フェロー・豊田工業大学名誉学長（当時の肩書）の榊裕之が選出される。                    |
| 2021 | 12月24日、本機構の理事長になるべき者に榊裕之を指名する旨の、末松信介文部科学大臣による任命辞令が発せられる。                                                           |
| 2022 | 4月1日、国立大学法人奈良国立大学機構を設立。 |
| 2023 | 4月1日、奈良教育大学の「国際交流留学センター」と奈良女子大学の「国際交流センター」を統合し、国際戦略センター（Nara International Strategy Center〈Nara ISC〉）を設立。 |

## 組織
＜この節の主な出典：＞
- 役員会
  - 理事長[注釈 5]
  - 大学総括理事 (2人)
  - 理事（常勤 1人・非常勤 1人）
- 監事（常勤 1人・非常勤 2人）
- 経営協議会

- 本部
  - 事務局
    - 機構事務部
      - 総務課
      - 企画課
      - 人事課
      - 財務課
      - 施設課
      - 情報課

    - 奈良教育大学事務部
      - 総務課
      - 企画・財務課
      - 教務課
      - 入試課
      - 学生支援課
      - 教育研究支援課

    - 奈良女子大学事務部
      - 総務課
      - 国際課
      - 研究協力課
      - 学務課
      - 学生生活課
      - 入試課
      - 学術情報課

  - 監査室
  - 連携教育開発センター
  - 奈良カレッジズ連携推進センター
    - 協働推進部門
    - 地域実践部門
    - リカレント教育推進部門
    - 異分野交流プロジェクト推進専門部会（NU cross）

  - 国際戦略センター（Nara ISC）
  - 環境安全管理センター
  - 経営戦略室